# バレンタインパーク作東
バレンタインパーク作東（バレンタインパークさくとう）は、岡山県美作市にある多目的公園である。

## 概要
1988年4月6日に、旧作東町とフランスのセント・バレンタイン市が姉妹都市提携したことにより名付けられた、「愛」をテーマにした公園である。18年の歳月をかけて1998年に完成した。2007年10月には恋人の聖地に認定されている。

## 施設

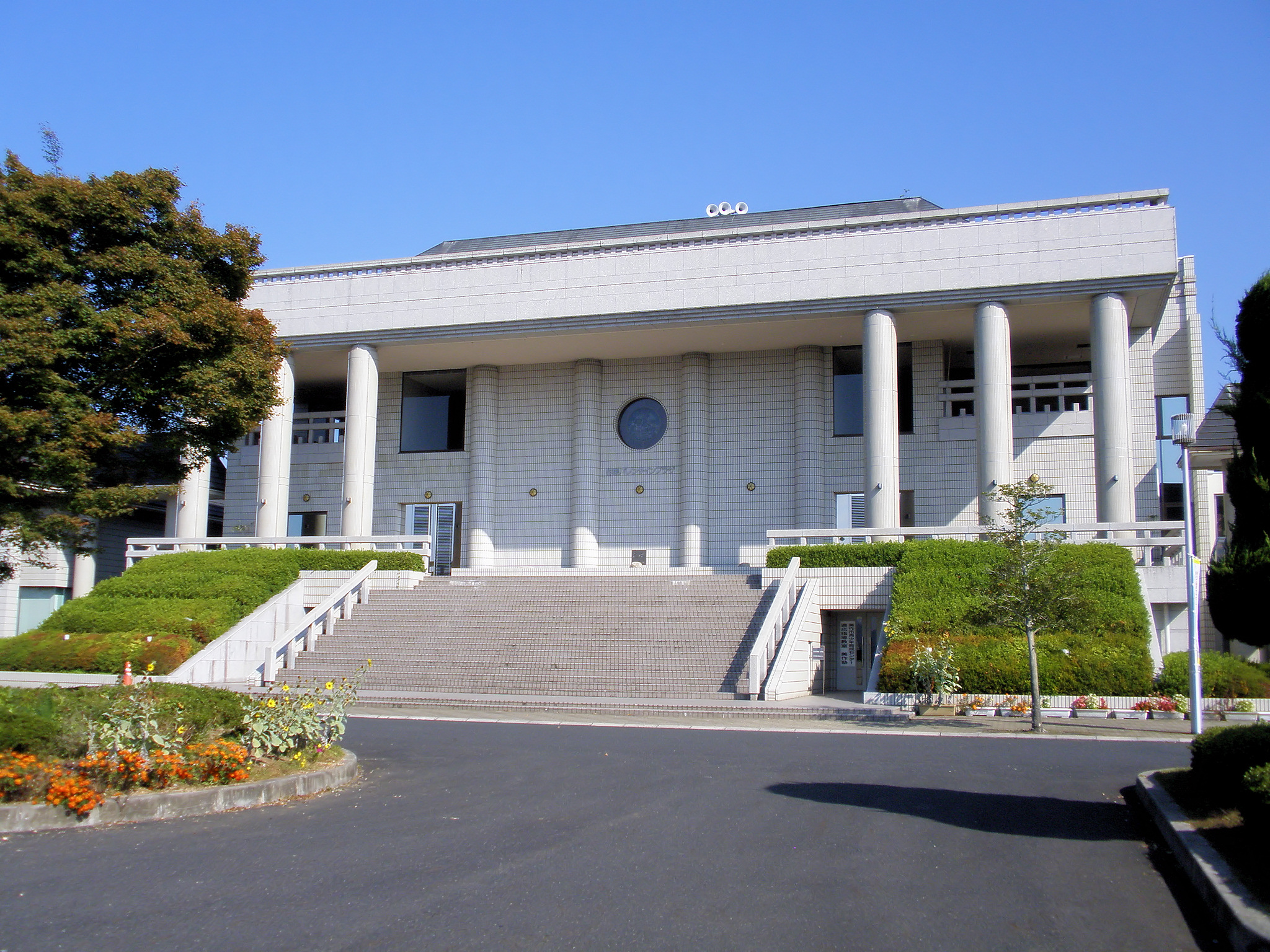
作東バレンタインプラザ

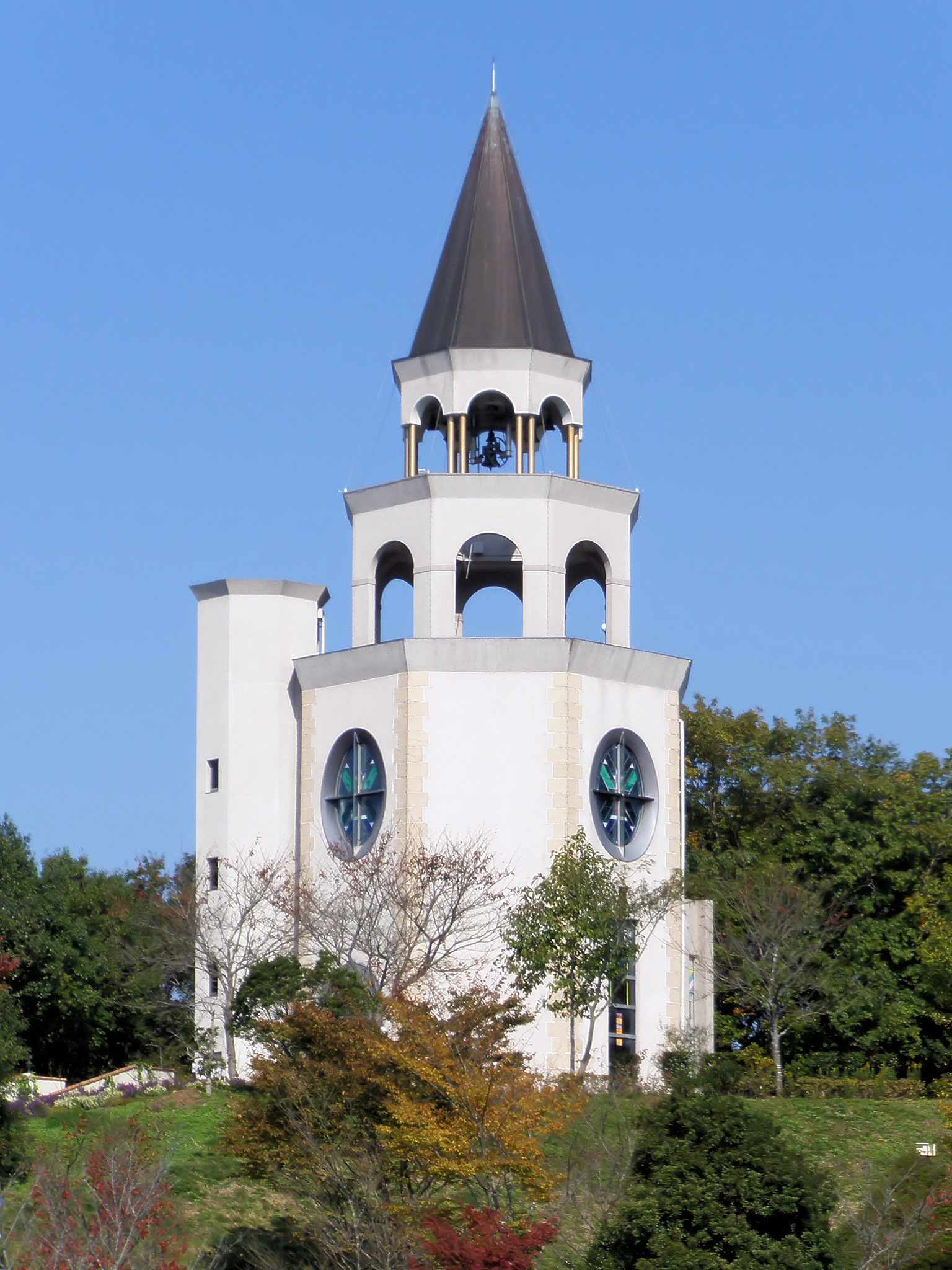
作東タワー

- 「天使と恋人達」像 - フランス人画家レイモン・ペイネ原作の像。イタリア産大理石を用いて同国カッラーラで彫像され、1989年12月完成。翌年1月に作東町へ移送された。
- 作東バレンタインプラザ - 当公園の中核施設であり文化交流の拠点。施設内のラウンジにある「いのちの泉」から流れ出る水は途中で増幅されて「愛の泉」に到達する。「作東バレンタインプラザ」として、平成4年度建設省・手づくり郷土賞 （ふるさとの色と光）受賞[1]。
- 美作市作東文化芸術センター
  - 美作市立作東美術館 - レイモン・ペイネの水彩画、油絵、版画など約140点を所蔵。
  - 美作市立作東図書館
- 美作市役所作東総合支所（旧・作東町役場）
- 作東タワー - 高さ30メートル。1階部分はトワホールとなっており、2階部分にある展望バルコニーからは旧江見町の市街地を望める。さらにその上階部分には12個のベルと1つのスイングベルからなるカリヨンが設置されている。
- 作東バレンタインホテル - 岡山県下でも珍しいチャペル挙式体験可能なホテル。[2]
- 美作市作東歴史民俗資料館
- 冒険の森 - アスレチック施設（閉鎖）

## 交通
- JR姫新線・美作江見駅より車で5分
- 中国自動車道・作東ICより車で5分
- 美作共同バス・湯郷経由勝間田駅行き、作東バレンタインパーク下車。
- 岡山県道5号作東大原線沿い